# روسان (قرية)
قرية روسان(بالألبانية: Rusan، بالإنجليزية: Rusan, Albania): هي مجتمع في مقاطعة فلوره، ألبانيا. وهي جزء من بلدية دلفينه. القرية يسكنها مسلمون ألبان. يوجد في القرية مسجد روسان (دلفينه).